# A Better Life
A Better Life (en español Una vida mejor) es una película estadounidense independiente de género dramático estrenada en 2011 y dirigida por Chris Weitz, sobre un guion de Eric Eason, basado en una historia escrita por Roger L. Simon, inicialmente conocida como "The Gardener". La cinta está protagonizada por Demián Bichir y José Julián.

## Sinopsis
Carlos Galindo es un jardinero de Los Ángeles que trabaja con su pareja, Blasco. Su hijo, Luis, estudia en la escuela secundaria. Luis pasa tiempo con su novia, quien está afiliada a pandilleros. Lo presionan para que se una a ellos. En una ocasión, Luis es suspendido por agredir a un estudiante. La hermana de Carlos, Anita, presta $12,000 del fondo de emergencia de la familia para que Carlos compre la camioneta de Blasco. Luego es robado por Santiago, a quien Carlos contrató. Al día siguiente, Carlos y Luis se dirigen al complejo de apartamentos South Central, que se utiliza como alojamiento para trabajadores inmigrantes indocumentados. Un chico les dice a los dos que Santiago trabaja en el club nocturno. Carlos y Luis se dirigen al restaurante, que abriría durante la noche. En el rodeo, Carlos le menciona a Luis que su madre los abandonó. Luis menciona que no le gusta la música y la cultura mexicana. Después de encontrar a Santiago en la discoteca, Carlos y Luis lo interrogan en el estacionamiento. Se enteran de que vendió el camión al garaje y envió el dinero a su familia en El Salvador. Cuando Santiago se declara inocente, Carlos lo defiende y Luis los deja enojado. Al día siguiente, Carlos convence a Luis para que lo acompañe al lugar donde se vende la camioneta. Después de recuperar el camión, la policía los detiene. Carlos es arrestado y encarcelado como inmigrante estadounidense indocumentado. Luis visita el centro de detención y se reconcilia con su padre. Luego de prometerle a Luis que regresará, Carlos aborda el autobús de deportación. Luis pasa tiempo con la familia, mientras Carlos y otros migrantes viajan por el desierto.

## Reparto
| Actor                 | Personaje          |
| --------------------- | ------------------ |
| Demián Bichir         | Carlos Galindo     |
| José Julián           | Luis Galindo       |
| Eddie "Piolín" Sotelo | Autointerpretación |
| Joaquín Cosio         | Blasco Martínez    |
| Nancy Lenehan         | Mrs. Donnely       |
| Gabriel Chavarría     | Ramón              |
| Bobby Soto            | Facundo            |
| Chelsea Rendón        | Ruthie Valdéz      |
| Kimberly Morales      | Julia Blanco       |
| Lizbeth Leon          | Lily Castillo      |

## Recepción de la crítica
La película posee un 85% de aprobación en Rotten Tomatoes, basado en 95 comentarios. En Metacritic su aprobación llega al 64%, en 30 comentarios.
Peter Travers de Rolling Stone calificó con tres estrellas al filme (sobre cuatro) y expresó: "en la superficie, la película parece uno de esos docudramas que suplican ser premiados sólo por sus buenas intenciones. Pero Weitz corta en profundidad. La interpretación monumental de Bichir se queda en tú mente y en tu corazón. Ésta película se te mete bajo la piel".
Marc Dohan de Portland Oregonian opinó: "Chris Weitz convierte lo que podía haber sido otro manifiesto de culpa liberal en una historia realmente conmovedora de un padre y un hijo con una causa común en un mundo hostil".
Mientras, Dave Karger de Entertainment Weekly opinó: "éste es un drama sin ningún tipo de pretensiones, pero muy potente y con una estupenda interpretación central de Demián Bichir".

## Premios
Premios Oscar
| Año  | Categoría   | Persona       | Resultado |
| ---- | ----------- | ------------- | --------- |
| 2011 | Mejor actor | Demián Bichir | Candidato |

Premio del Sindicato de Actores
| Año  | Categoría   | Persona       | Resultado |
| ---- | ----------- | ------------- | --------- |
| 2011 | Mejor actor | Demián Bichir | Candidato |

Independent Spirit Awards
| Año  | Categoría   | Persona       | Resultado |
| ---- | ----------- | ------------- | --------- |
| 2011 | Mejor actor | Demián Bichir | Candidato |

## Versiones
- Bajo el mismo cielo, telenovela producida por la cadena Telemundo en 2015, escrita por Perla Farías y protagonizada por Gabriel Porras y María Elisa Camargo.